# Madrid (Nebraska)
Madrid – wieś w Stanach Zjednoczonych, w stanie Nebraska, w hrabstwie Perkins.